# Jean-Marie Lamberton
Pour les articles homonymes, voir Lamberton.
Jean-Marie Lamberton, né le 3 juin 1911 à Châtellerault et mort le 26 octobre 2004 à La Rochelle, est un officier français. 
Colonel des troupes coloniales françaises, il est une figure clé de la contre-insurrection française et occupe une place centrale dans l’histoire de la guerre d’indépendance du Cameroun (1955-1971).
Acteur militaire et idéologique, son rôle s’articule autour de deux axes majeurs : 
- la direction opérationnelle de la répression contre les maquis de l’Union des populations du Cameroun (UPC) et
- la production d’un discours justifiant l’éradication violente des résistances anticoloniales.

Son texte de mars 1960, Les Bamiléké dans le Cameroun d’aujourd’hui, cristallise une vision racialisée et stratégique des populations camerounaises, servant de socle théorique aux opérations de « pacification » menées par Paris.
Son parcours illustre l’architecture d’une guerre coloniale où méthodes contre-insurrectionnelles et manipulation ethnique s’entremêlent pour préserver les intérêts français en Afrique post-indépendance.

## Biographie

### Enfance, éducation et débuts
Jean-Marie Lamberton est né dans un contexte où la France tente de repenser son empire après la Seconde Guerre mondiale, Jean Marie Lamberton est formé à l’école des guerres coloniales. Son affectation au Cameroun à la fin des années 1950 s’inscrit dans un moment de tutelle française sur le territoire. Le Cameroun est théoriquement placé sous supervision de l’ONU, et connait la montée en puissance de l’UPC, parti indépendantiste dirigé par Ruben Um Nyobè. La conférence de Brazzaville (1944) et les accords de tutelle de 1946 ont ouvert une période d’aspirations réformistes, rapidement contrée par la radicalisation des autorités coloniales face aux revendications d’autodétermination.

### Carrière
Entre 1948 et 1950, il est responsable du 2e bureau des forces terrestres en Extrême-Orient à Saïgon. 
Au Cameroun, il dirige le 2e bataillon de tirailleurs du Cameroun (BTC2).
Jean-Marie Lamberton intègre un dispositif sécuritaire où militaires et administrateurs collaborent. Sous les Hauts-commissaires Roland Pré (1954-1956) puis Pierre Messmer (1956-1958), la « pacification » du Cameroun devient prioritaire. La nomination d’Ahidjo comme Premier ministre en février 1958 scelle l’alliance entre Paris et une élite camerounaise acquise au maintien de l’influence française. C’est dans ce cadre que Jean-Marie Lamberton, promu colonel, prend en 1959-1960 le commandement des troupes engagées contre les bastions upécistes de l’Ouest et de la Sanaga-Maritime.
Jean-Marie Lamberton applique une doctrine contre-insurrectionnelle empruntant à la fois à la guerre d’Indochine et aux pratiques britanniques en Malaisie. Le rapport de force direct (ratissages, exécutions sommaires) s’accompagne d’une gestion territoriale visant à couper les maquis de leur base sociale. Les « centres de regroupement », inspirés des camps de concentration vietnamiens, enferment les populations suspectées de sympathies upécistes derrière des barbelés, sous contrôle militaire. Dans la région bamiléké, épicentre de la révolte, il supervise le déploiement de cinq bataillons, d’un escadron blindé et de chasseurs-bombardiers, selon les mémoires de Michel Debré.
Sa stratégie exploite les fractures sociales héritées de la colonisation. En s’appuyant sur des auxiliaires locaux comme Enoch Kwayeb, un Bamiléké rallié au régime d’Ahidjo, Jean-Marie Jean-Marie Lamberton pratique une forme de « diviser pour régner » qui ethnicise le conflit. Les milices d’autodéfense, recrutées parmi les ethnies rivales des Bamiléké, sont armées et entraînées pour mener une guerre fratricide. Cette instrumentalisation des identités permet à Paris de présenter la répression comme une « guerre tribale », masquant son implication directe.
Son article Les Bamiléké dans le Cameroun d’aujourd’hui de mars 1960 dans la Revue de Défense Nationale dépasse le simple compte-rendu militaire pour proposer une analyse anthropologique biaisée,. Qualifiant les Bamiléké de « caillou bien gênant » dans la chaussure du Cameroun indépendant, Lamberton y développe une thèse essentialiste : ce peuple serait « étranger » au reste du pays, inassimilable en raison de ses structures sociales jugées « archaïques » et de son « anarchie chronique ». Il décrit une ethnicité figée, hostile à l’État moderne que la France entend léguer à ses protégés.

En mobilisant un vocabulaire pseudo-savant (références à l’histoire, à la démographie), le texte légitime les violences en cours. Les Bamiléké sont présentés comme une menace existentielle nécessitant des mesures exceptionnelles :
« Leur histoire obscure n’aurait d’autre intérêt qu’anecdotique si elle ne révélait à quel point ce peuple est étranger au Cameroun ».

Cette rhétorique apocalyptique sert à rationaliser les massacres et déplacements forcés, tout en préparant l’opinion métropolitaine à accepter l’inacceptable dans l’indifférence générale.
Jean-Marie Lamberton orchestre personnellement plusieurs opérations clés. En septembre 1958, ses troupes encerclent le maquis de Ruben Um Nyobè dans la forêt de la Sanaga-Maritime. Le leader historique de l’UPC est abattu dans des circonstances troubles, probablement trahi par son lieutenant Théodore Mayi Matip, qui ralliera ensuite le camp d’Ahidjo. Cette élimination ciblée s’inscrit dans une stratégie d’éradication des symboles indépendantistes, poursuivie avec l’assassinat de Félix Moumié (empoisonné à Genève en 1960) et l’exécution d’Ernest Ouandié en 1971.
Sous son commandement, la contre-insurrection devient une entreprise de transformation sociale. Les rapports militaires décrivent une occupation minutieuse du terrain :
- Réseaux routiers développés pour faciliter les déploiements rapides
- Dispensaires utilisés comme postes de surveillance
- Écoles transformées en centres de propagande pro-française  Cette approche « civilo-militaire » vise à asphyxier les soutiens populaires à l’UPC tout en maintenant une fiction de normalité[3].

Si Jean-Marie Lamberton disparaît des radiers après 1960, ses méthodes inspirent les guerres coloniales ultérieures. Les concepts de « guerre révolutionnaire » et de « pacification psychologique » développés au Cameroun seront réemployés en Algérie puis en Afrique postcoloniale, via les réseaux Foccart. Au Cameroun même, le traumatisme des massacres bamiléké (estimés entre 20 000 et 400 000 morts) reste un tabou national, entretenu par un pouvoir héritier de la collaboration avec Paris.
La racialisation du conflit par ean-Marie Lamberton a durablement empoisonné les relations intercommunautaires. En essentialisant les Bamiléké comme « problème », il a fourni un manuel pour les régimes autoritaires cherchant à instrumentaliser les identités. Aujourd’hui encore, les crises politiques au Cameroun rejouent les fractures exacerbées durant cette période.
Jean Marie Lamberton incarne la synthèse entre violence brute et sophistication idéologique qui caractérise le colonialisme tardif. Son parcours illustre comment l’armée française a pu se muer en laboratoire de techniques contre-insurrectionnelles exportables aux peuples dominés. Plus qu’un simple exécutant, il est un penseur-acteur de la répression, dont les écrits révèlent les soubassements racistes de la « mission civilisatrice ». Après les indépendances, l’ombre de Jean Marie Lamberton plane sur les relations franco-africaines et les sujets de la mémoire.